# 磷二氢化钾
磷二氢化钾是一种无机化合物，化学式为KPH2。

## 制备
PH3和KOH的DMSO悬浮液反应，可以得到KPH2，形成黄色溶液：
PH3 + 2 KOH → PH2- + K+ + KOH·H2O

## 化学性质
KPH2受热分解：
3 KPH2 → 2 PH3 + K3P